# 1980 au Yukon
Chronologie du Yukon
- 1976
- 1977
- 1978
- 1979
- 1980
- 1981
- 1982
- 1983
- 1984

Cette page concerne des événements d'actualité qui se sont produits durant l'année 1980 dans le territoire canadien du Yukon.

## Politique
- Premier ministre : Chris Pearson (Parti progressiste-conservateur)
- Chef de l'Opposition officielle : Iain McKay puis Ron Veale (Parti libéral)
- Commissaire : Douglas Bell (en)
- Législature : 24e

## Événements
- Iain McKay quitte ses fonctions du chef du Parti libéral et de l'Opposition officielle et député de Whitehorse-Riverdale-Sud. Ron Veale prendra la place du chef du parti et qui sera député de Whitehorse-Riverdale-Sud à l'élection partielle d'ici l'an prochain.
- 18 février : Pierre Elliott Trudeau remporte les élections générales fédérales et dirigera un gouvernement majoritaire. Dans la circonscription du territoire du Yukon, Erik Nielsen du progressiste-conservateur est réélu pour un dixième mandat face au libérale, ex mairesse de Whitehorse et ex commissaire Ione Christensen (en) et du néo-démocrate Jim McCullough.

## Naissances
- 26 septembre : Jeane Lassen (en), haltérophile.